# Maros András
Maros András (Budapest, 1971. május 31. – ) magyar író, drámaíró, forgatókönyvíró, Maros István matematikus professzor fia.

## Életpályája
Tanulmányait Hollandiában, az USA-ban, Angliában és Magyarországon végezte, közgazdász diplomát szerzett. Dolgozott még mint címügynök, mikrochipeket lézerrel megjelölő betanított munkás, takarító, angolnyelv-tanár, matematikatanár, utcai hegedűs, utcai furulyás, utcai újságárus, festő-mázoló, teniszező, teniszedző, teniszütő-húrozó, sportszertáros, kínai bolt áruszállító sofőrje (majd üzletvezetője, majd ismét áruszállító sofőrje, majd személyzeti igazgatója, majd tolmácsa, majd ismét áruszállító sofőrje), később reklámszövegíró, kreatívigazgató.

## Művei

### Könyvek
- Puff (novellák, 2001)
- Neveket akarok hallani (novellák, 2003)
- Limonádé (regény, 2008)
- Csinálni kell (novellák, 2012)
- Semmi negyven (regény, 2013)
- Kávéházi pillanatok (kisprózák, 2015)
- Befutunk (regény, 2017)
- Játszótéri pillanatok (kisprózák, 2018)
- Két-három dán (regény, 2020)
- Sorsolják a kaszinótojást (regény, 2022)

### Színművek, színházi bemutatók
- Phil Collins
  - Soproni Petőfi Színház (2025), rendező: Hargitai Iván
  - POSzT, Pécs, felolvasószínházi előadás (2018), rendező: Hegedűs D. Géza

- Rugós katica
  - Óbudai Társaskör, Budapest, felolvasószínházi előadás (2024), rendező: Forgács Péter
  - Hegyvidéki Kulturális Szalon, Budapest, felolvasószínházi előadás (2025), rendező: Forgács Péter

- Haza Tours
  - Szentendrei Teátrum, felolvasószínházi előadás (2022), rendező: Szenteczki Zita

- Redőny
  - Orlai Produkciós Iroda, Budapest (2022), rendező: Károly Ujj Mészáros
  - Szentendrei Teátrum, felolvasószínházi előadás (2021), rendező: Porogi Dorka

- Elég erős
  - Trip Hajó, „karanténszínház", Budapest (2021), rendező: Szenteczki Zita

- Határsértés
  - POSzT, Pécs, felolvasószínházi előadás (2017), rendező: Csizmadia Tibor

- Hulladék
  - Bartók Színház, Dunaújváros (2011), rendező: Lendvai Zoltán
  - POSzT, Pécs, felolvasószínházi előadás (2009), rendező: Lendvai Zoltán
- Gyanús mozgások
  - Pesti Magyar Színház, Budapest (2011), rendező: Ujj Mészáros Károly
  - Pécsi Nemzeti Színház (2011) rendező: Balikó Tamás
  - 'Suspicious Moves', WorldPlay International Theatre Festival @ Belfry Theatre, Victoria, B.C., Kanada, felolvasószínházi előadás (2013), rendező: Joel Bernbaum

### Forgatókönyvek
- Gumiember (2002)
- Overnight (2007)
- BigBakShow (2025)

## Díjai
- Radnóti Színház drámaírói ösztöndíj (2003)
- Móricz Zsigmond-ösztöndíj (2004)
- Art Omi Nemzetközi Írói Ösztöndíj (New York, USA, 2005, 2011)
- Örkény István drámaírói ösztöndíj (2008, 2011)
- NKA alkotói ösztöndíj (2010)
- H.A.L.D. alkotói ösztöndíj (Viborg, Dánia, 2014)